# Meckenbach (bei Birkenfeld)
Meckenbach ist eine Ortsgemeinde im Landkreis Birkenfeld in Rheinland-Pfalz. Sie gehört der Verbandsgemeinde Birkenfeld an.

## Geographie
Der Ort liegt am gleichnamigen Meckenbach am Schwarzwälder Hochwald im Hunsrück an der Grenze zum Saarland. Meckenbachs Nachbarorte sind Brücken, Achtelsbach, Dambach, Ellweiler sowie der saarländische Ort Sötern (Gemeinde Nohfelden, Landkreis St. Wendel). 61 Prozent der Gemarkungsfläche sind bewaldet.
Wie die Nachbargemeinden ist Meckenbach eine Nationalparkgemeinde im Nationalpark Hunsrück-Hochwald.

## Geschichte
Meckenbach wurde im Jahr 1334 erstmals urkundlich erwähnt. Ab 1480 gehörte es zum Herzogtum Pfalz-Zweibrücken.
Der Ort war der Pflege bzw. der Schultheißerei Achtelsbach im zweibrückischen Amt Nohfelden zugeordnet. Im Jahr 1790 lebten 19 Familien im Ort.
Im Jahr 1794 wurde das Linke Rheinufer von französischen Revolutionstruppen eingenommen. Von 1798 bis 1814 gehörte Meckenbach zum Kanton Birkenfeld im Saardepartement. Aufgrund der auf dem Wiener Kongress (1815) getroffenen Vereinbarungen kam die Region 1817 zum oldenburgischen Fürstentum Birkenfeld. Die Gemeinde war der Bürgermeisterei Achtelsbach im Amt Nohfelden zugeordnet. Von 1918 an gehörte Meckenbach zum oldenburgischer „Landesteil Birkenfeld“ und kam 1937 zum preußischen Landkreis Birkenfeld. Seit 1946 ist Meckenbach Teil des Landes Rheinland-Pfalz.
1973 gewann Meckenbach die Goldmedaille in Rheinland-Pfalz im Wettbewerb Unser Dorf soll schöner werden.
Bevölkerungsentwicklung
Die Entwicklung der Einwohnerzahl von Meckenbach, die Werte von 1871 bis 1987 beruhen auf Volkszählungen:
| Jahr | Einwohner |
| 1815 | 90        |
| 1835 | 107       |
| 1871 | 134       |
| 1905 | 139       |
| 1939 | 134       |
| 1950 | 139       |

| Jahr | Einwohner |
| 1961 | 143       |
| 1970 | 137       |
| 1987 | 150       |
| 1997 | 139       |
| 2005 | 113       |
| 2023 | 110       |

## Politik

### Bürgermeister
Stefan Bill wurde 2024 vom Gemeinderat erneut zum Ortsbürgermeister von Meckenbach gewählt. 
Er war 2014 Ortsbürgermeister geworden. Da bei der Direktwahl am 26. Mai 2019 kein Bewerber angetreten war, erfolgte die Neuwahl des Bürgermeisters gemäß Gemeindeordnung durch den Rat. Dieser bestätigte Bill am 15. Juli 2019 für weitere 5 Jahre in seinem Amt.
Sein Vorgänger Werner Möhlecke hatte das Amt zehn Jahre ausgeübt, war 2014 aber nicht erneut angetreten.

## Wirtschaft und Infrastruktur
Im Osten verläuft die Bundesstraße 41 und die Bundesstraße 269, im Süden die Bundesautobahn 62 und im Westen die Bundesautobahn 1. In Neubrücke und Türkismühle sind Bahnhöfe der Bahnstrecke Bingen–Saarbrücken.
Die Freizeitzentren Bostalsee und Oberhambach sind ca. 10 min entfernt.
Saarbrücken, Trier und Kaiserslautern erreicht man über die Autobahn in etwa einer halben Stunde, ebenso die Städte Idar-Oberstein und Sankt Wendel über die Bundesstraße 41.